# سمير شرقي
سمير سفيان شرقي (بالإنجليزية: Samir Sophian Chergui)‏ (مواليد 6 فبراير 1999) هو لاعب كرة قدم فرنسي محترف يلعب كلاعب خط وسط لنادي باريس.

## حياته الشخصية
ولد شرقي في فرنسا، وهو من أصل جزائري.